# Лидо ди Помпоза-Лидо дељи Скаки (Ферара)
Лидо ди Помпоза-Лидо дељи Скаки (итал. Lido di Pomposa-Lido degli Scacchi) је насеље у Италији у округу Ферара, региону Емилија-Ромања.
Према процени из 2011. у насељу је живело 1357 становника. Насеље се налази на надморској висини од 4 м.